# Elecciones municipales de Coronel Portillo de 1989
Las elecciones municipales de Coronel Portillo de 1989 se llevaron a cabo el 12 de noviembre de 1989 para elegir al alcalde y al Concejo Provincial de Coronel Portillo para el periodo 1990-1992. La elección se celebró simultáneamente con elecciones municipales en todo el país.

## Sistema electoral
La Municipalidad Provincial de Coronel Portillo es el órgano administrativo y de gobierno de la provincia de Coronel Portillo. Está compuesta por el alcalde y el Concejo Provincial.
La votación del alcalde y el concejo se realiza en base al sufragio universal, que comprende a todos los ciudadanos nacionales mayores de dieciocho años, empadronados y residentes en la provincia de Coronel Portillo y en pleno goce de sus derechos políticos, así como a los ciudadanos no nacionales residentes y empadronados en la provincia de Coronel Portillo.
El Concejo Provincial de Coronel Portillo está compuesto por 19 regidores elegidos por sufragio directo para un período de tres (3) años, en forma conjunta con la elección del alcalde (quien lo preside). La votación es por lista cerrada y bloqueada. Se asigna a cada lista los escaños según el método d'Hondt o la mitad más uno, lo que más le favorezca. Es elegido como alcalde el candidato que ocupe el primer lugar de la lista que haya obtenido la más alta votación.

## Composición del Concejo Provincial de Coronel Portillo
La siguiente tabla muestra la composición del Concejo Provincial de Coronel Portillo antes de las elecciones.
| Partidos | Partidos                | Regidores |
| -------- | ----------------------- | --------- |
|          | Partido Aprista Peruano | 17        |
|          | Izquierda Unida         | 2         |

## Partidos y candidatos
A continuación se muestra una lista de los principales partidos y alianzas electorales que participaron en las elecciones:
| Candidatura | Candidatura | Partidos y alianzas | Candidatos | Candidatos                 | Ideología                                                        | Resultado previo | Resultado previo | Ref. |
| Candidatura | Candidatura | Partidos y alianzas | Candidatos | Candidatos                 | Ideología                                                        | Votos (%)        | Reg.             | Ref. |
| ----------- | ----------- | --- | ---------- | -------------------------- | ---------------------------------------------------------------- | ---------------- | ---------------- | ---- |
|             | APRA        | Lista - Partido Aprista Peruano (APRA) |            | Lucio Abensur Pérez        | Aprismo                                                          | 63.80%           | 11               |      |
|             | IU          | Lista - Izquierda Unida (IU) – Unión de Izquierda Revolucionaria (UNIR) – Unidad Democrático Popular (UDP) – Partido Comunista Peruano (PCP) – Frente Obrero Campesino Estudiantil y Popular (FOCEP) |            | Walter Pérez Meza          | Marxismo-leninismo Mariateguismo Socialismo democrático          | 20.15%           | 2                |      |
|             | ASI         | Lista - Acuerdo Socialista de Izquierda (ASI) – Partido Socialista Revolucionario (PSR) – Partido Comunista Revolucionario (PCR) – Movimiento Socialista Peruano (MSP)                               |            | Guillermo Quevedo Tamayo   | Mariateguismo Socialismo democrático                             | 20.15%           | 2                |      |
|             | FREDEMO     | Lista - Frente Democrático (FREDEMO) – Acción Popular (AP) – Partido Popular Cristiano (PPC) – Movimiento Libertad (Libertad)                                                                        |            | Alfonso Torres Fernández   | Liberalismo económico Humanismo cristiano Conservadurismo social | 7.75%            | 0                |      |
|             | IND         | Lista - Lista Independiente N° 3 Vecinal Ucayalina |            | Manuel Zevallos Eyzaguirre | Localismo portillano                                             | Nuevo            | Nuevo            |      |
|             | IND         | Lista - Lista Independiente N° 11 Frente Regional de Izquierda |            | César Castro Vera          | Localismo portillano                                             | Nuevo            | Nuevo            |      |
|             | IND         | Lista - Lista Independiente N° 15 Movimiento Revolucionario Velasquista |            | Pedro Macedo Ríos          | Localismo portillano                                             | Nuevo            | Nuevo            |      |

## Resultados

### Sumario general
| |                                                                 |              |              |              |           |           |
| Partidos y coaliciones                                                                                      | Partidos y coaliciones                                          | Voto popular | Voto popular | Voto popular | Regidores | Regidores |
| Partidos y coaliciones                                                                                      | Partidos y coaliciones                                          | Votos        | %            | +/−          | Total     | +/−       |
| | Frente Democrático (FREDEMO)1                                   | 20,907       | 53.45        | +45.70       | 11        | +11       |
| | Partido Aprista Peruano (APRA)                                  | 8,468        | 21.65        | –42.15       | 4         | –7        |
| | Izquierda Unida (IU)                                            | 8,174        | 20.90        | +0.65        | 4         | +2        |
| | Lista Independiente N° 3 Vecinal Ucayalina                      | 715          | 1.83         | n/a          | 0         | ±0        |
| | Lista Independiente N° 11 Frente Regional de Izquierda          | 394          | 1.01         | n/a          | 0         | ±0        |
| | Lista Independiente N° 15 Movimiento Revolucionario Velasquista | 285          | 0.73         | n/a          | 0         | ±0        |
| | Acuerdo Socialista de Izquierda (ASI)                           | 170          | 0.43         | Nuevo        | 0         | ±0        |
| |                                                                 |              |              |              |           |           |
| Total | Total                                                           | 39,113       |              |              | 19        | ±0        |
| |                                                                 |              |              |              |           |           |
| Votos válidos                                                                                               | Votos válidos                                                   | 39,113       | 100.00       | +13.27       |           |           |
| Votos en blanco                                                                                             | Votos en blanco                                                 | 0            | 0.00         | –3.25        |           |           |
| Votos nulos                                                                                                 | Votos nulos                                                     | 0            | 0.00         | –10.03       |           |           |
| Votos emitidos                                                                                              | Votos emitidos                                                  | 39,113       | 42.89        | –29.90       |           |           |
| Abstenciones                                                                                                | Abstenciones                                                    | 52,077       | 57.11        | +29.90       |           |           |
| Votantes registrados                                                                                        | Votantes registrados                                            | 91,190       |              |              |           |           |
| |                                                                 |              |              |              |           |           |
| Fuente: |                                                                 |              |              |              |           |           |
| Notas al pie: 1 Comparado con los resultados del Partido Popular Cristiano (PPC) en las elecciones de 1986. |                                                                 |              |              |              |           |           |
| Notas al pie:                                                                                               |                                                                 |              |              |              |           |           |
| 1 Comparado con los resultados del Partido Popular Cristiano (PPC) en las elecciones de 1986.               |                                                                 |              |              |              |           |           |

## Elecciones municipales distritales

### Resultados por distrito
La siguiente tabla enumera el control de los distritos de la provincia de Coronel Portillo. El cambio de mando de una organización política se resalta del color de ese partido.
| Distrito    | Alcalde(sa) titular     | Partido político | Partido político        | Alcalde(sa) electo(a)                          | Partido político                               | Partido político                               |
| ----------- | ----------------------- | ---------------- | ----------------------- | ---------------------------------------------- | ---------------------------------------------- | ---------------------------------------------- |
| Campoverde  | León Tello Cuya         |                  | Partido Aprista Peruano | Afro Angulo Ríos                               |                                                | Izquierda Unida                                |
| Iparía      | Hecer Cárdenas Gonzales |                  | Partido Aprista Peruano | Elecciones municipales complementarias de 1991 | Elecciones municipales complementarias de 1991 | Elecciones municipales complementarias de 1991 |
| Masisea     | Luis Flores Macahuachi  |                  | Partido Aprista Peruano | René Rivas López                               |                                                | Frente Democrático                             |
| Yarinacocha | Guillermo Gastelú Coral |                  | Partido Aprista Peruano | Arturo Bardales Carbajal                       |                                                | Frente Democrático                             |